# 牛山恵
牛山 恵（うしやま めぐみ、女性、1949年4月12日 - ）は、日本の国語教育学者。都留文科大学名誉教授。

## 略歴
東京都生まれ。1976年横浜国立大学教育学部卒業。横浜市の公立小・中学校の教壇に立ちながら、1988年横浜国立大学大学院教育学研究科国語教育専攻修士課程修了。1994年都留文科大学文学部国文学科助教授（国語教育学）、1998年10月同教授。2015年定年退職、名誉教授。同年都留文科大学特任教授となり、2020年退職。

## 著書
- 『「逸脱」の国語教育』東洋館出版社 シリーズ・国語教育新時代 1995
- 『ジェンダーと言葉の教育 男の子・女の子の枠組みを超えて』国土社 2014
- 『宮沢賢治童話の世界 子ども読者とひらく』冨山房インターナショナル 2014

### 共編
- 『文学研究のたのしみ』鷺只雄,田中実, 阿毛久芳,新保祐司共編 鼎書房 2002
- 『子どもと創る国語科基礎・基本の授業 小学校6年生』田近洵一共編 国土社 2003
- 『子ども朗読教室 声に出す・声で読む・言葉の力を育てるために』田近洵一監修 牛山恵 ほか編 国土社、2007
- 『文学の教材研究 〈読み〉のおもしろさを掘り起こす』田近洵一,木下ひさし,笠井正信,中村龍一共編著 教育出版 2014

## 論文
- >牛山恵